# Senobi / Date Janai yo Uchi no Jinsei wa
Singles de Juice=Juice
Black Butterfly / Kaze ni Fukarete
(30 juillet 2014) Wonderful World / Ça va? Ça va?
(8 avril 2015)
Senobi / Date Janai yo Uchi no Jinsei wa (背伸び / 伊達じゃないようちの人生は, trad. : « S'étirer pour grandir / Ma vie n'est pas seulement faite pour le spectacle ») est le 5e single major du groupe féminin japonais Juice=Juice.

## Détails du single
Le single est écrit, composé et produit par Tsunku, et sort le 1er octobre 2014 au Japon sous le label hachama, trois mois après le 4e single "major" respectif du groupe, Black Butterfly / Kaze ni Fukarete. Il atteint la 4e place du classement hebdomadaire des ventes de l'Oricon et s'y maintient pendent cinq semaines consécutives.
Il sort en plusieurs éditions avec des couvertures différentes : deux éditions régulières notées A et B comprenant seulement le CD,, et quatre éditions limitées notées A, B, C et D comprenant chacune un DVD différent en supplément,,,.
C'est un single "double face A" contenant deux chansons principales, Senobi et Date Janai yo Uchi no Jinsei wa, ainsi que leurs versions instrumentales. Tandis que les DVD contiennent les musiques vidéo des chansons principales et d'autres vidéos sur les informations des chansons (réalisation des vidéos, danse, etc.).
Par ailleurs, sous la même forme du single précédent, le CD des éditions limitées A et C comprennent les mêmes titres que celle de l'édition régulière A ; tandis que celui des éditions limitées B et D contient toujours les mêmes titres, mais cette fois-ci inversés, que le CD de l'édition régulière B.
Les deux chansons principales figureront quelques mois plus tard dans le premier album studio du groupe, First Squeeze!, en juillet 2015.

## Formation
Membres créditées sur le single : 
- Yuka Miyazaki
- Tomoko Kanazawa
- Sayuki Takagi
- Karin Miyamoto
- Akari Uemura

## Listes des titres
Toutes les chansons sont écrites et composées par Tsunku.
| 1. | Senobi (背伸び)                                               |  |
| 2. | Date Janai yo Uchi no Jinsei wa (伊達じゃないよ うちの人生は) |  |
| 3. | Senobi (Instrumental)                                         |  |
| 4. | Date Janai yo Uchi no Jinsei wa (Instrumental)                |  |

| 1. | Date Ja Nai yo Uchi no Jinsei wa (伊達じゃないよ うちの人生は) |  |
| 2. | Senobi (背伸び)                                                |  |
| 3. | Date ja Nai yo Uchi no Jinsei wa (Instrumental)                |  |
| 4. | Senobi (Instrumental)                                          |  |

| 1. | Senobi (Music Video) |  |

| 1. | Date Janai yo Uchi no Jinsei wa (Music Video) |  |

| 1. | Senobi (Dance Shot ver.)              |  |
| 2. | Senobi (Jacket & MV Making, Off-shot) |  |

| 1. | Date Janai yo Uchi no Jinsei wa (Dance Shot ver.)              |  |
| 2. | Date Janai yo Uchi no Jinsei wa (Jacket & MV Making, Off-shot) |  |